# Graßahof
Graßahof ist ein Gemeindeteil der Gemeinde Deining im Landkreis Neumarkt in der Oberpfalz in Bayern.

## Geographie
Die Einöde liegt im Oberpfälzer Jura auf circa 565 m ü. NHN nordwestlich des Gemeindesitzes auf einem Vorsprung der Albhochfläche, die hier steil gegen das Vorland im Westen abbricht.

## Geschichte
Der Name des Ortes soll sich von den Groß von Altenburg ableiten, die in Deining saßen, bevor sie sich in Nürnberg niederließen. Gegen Ende des Alten Reiches, um 1800, gehörte der Hof der Unteren Hofmark Deining; auf ihm saß die Familie Götz. Hochgerichtlich unterstand der Hof dem kurfürstlichen Schultheißenamt Neumarkt.
Im 19., teilweise noch im 20. Jahrhundert hieß die Einöde wechselnd „Großahof“, „Grashof“.
Im Königreich Bayern (1806) wurde Graßahof dem Steuerdistrikt Oberbuchfeld zugeordnet. Bei der Gemeindebildung um 1810/20 kam die Einöde zur Ruralgemeinde Leutenbach, bei der sie bis zu deren Eingemeindung nach Deining am 1. Mai 1978 verblieb.

### Einwohnerentwicklung
- 1861: 12 (3 Gebäude)[6]
- 1900: 20 (2 Wohngebäude)[7]
- 1937: 10 (Protestanten)[8]
- 2003: 09[9]
- 2017: 10[10]

## Verkehrsanbindung
Graßahof ist über eine Anliegerweg zu erreichen, die von der nach Neumarkt führenden Staatsstraße 2660 abzweigt.